# Wido
Wido är en ö i Sydkorea. Den ligger 14 kilometer från fastlandet i kommunen Buan-gun i  provinsen Norra Jeolla, i den sydvästra delen av landet, 230 km söder om huvudstaden Seoul och är huvudö i socknen Wido-myeon.